# Osterberg
Osterberg er en kommune i Landkreis Neu-Ulm i Regierungsbezirk Schwaben i den tyske delstat Bayern. Den er en del af Verwaltungsgemeinschaft Altenstadt.

## Geografi
Osterberg ligger i Region Donau-Iller i Mittelschwaben, cirka 40 km syd for Ulm og 20 km nord for Memmingen.

## Historie
Osterberg hørte under Freiherren von Osterberg og var sæ hjemsted for et herresæde af samme navn. Med oprettelsen af Rhinforbundet i 1806 blev området en del af Bayern. I forbindelse med forvaltningsreformen i 1818 dannedes en  Patrimonialgericht og i 1848 den nuværende kommune. I 1978 blev den tidligere selvstændige kommune, Weiler indlemmet i Osterberg.